# Frank Porter Graham
Frank Porter Graham (Fayetteville, 1886. október 14. – Chapel Hill, 1972. február 16.) az Amerikai Egyesült Államok szenátora (Észak-Karolina, 1949–1950).